# Onodera Siho
Onodera Siho (小野寺 志保; Hepburn: Onodera Shiho) (Kanagava prefektúra, 1973. november 18. –) japán válogatott labdarúgó.

## Klub
A labdarúgást a Nippon TV Beleza csapatában kezdte. 1989 és 2008 között a Nippon TV Beleza csapatában játszott. 275 bajnoki mérkőzésen lépett pályára. 2008-ban vonult vissza. 2014 és 2016 között a Yamato Sylphid csapatában játszott.

## Nemzeti válogatott
1995-ben debütált a japán válogatottban. A japán válogatott tagjaként részt vett az 1995-ös, az 1999-es, a 2003-es világbajnokságon és az 1996. és a 2004. évi nyári olimpiai játékokon. A japán válogatottban 23 mérkőzést játszott.

## Statisztika
| Japán válogatott | Japán válogatott | Japán válogatott |
| Időszak          | Mérk.            | gól              |
| ---------------- | ---------------- | ---------------- |
| 1995             | 4                | 0                |
| 1996             | 4                | 0                |
| 1997             | 0                | 0                |
| 1998             | 2                | 0                |
| 1999             | 1                | 0                |
| 2000             | 2                | 0                |
| 2001             | 3                | 0                |
| 2002             | 2                | 0                |
| 2003             | 2                | 0                |
| 2004             | 3                | 0                |
| Összesen         | 23               | 0                |

## Sikerei, díjai
Japán válogatott
- Ázsia-kupa:  Ezüst; 1995, 2001

Klub
- Japán bajnokság: 1990, 1991, 1992, 1993, 2000, 2001, 2002, 2005, 2006, 2007, 2008

Egyéni
- Az év Japán csapatában: 1991, 1992, 1994, 1995, 1997, 2000, 2005